# Кирпулянский, Дмитрий Константинович
Дми́трий Константи́нович Кирпуля́нский (укр. Дмитро Костянтинович Кірпулянський; род. 2 июля 1985, Макеевка) — украинский пятиборец. Выступает за сборную Украины по современному пятиборью начиная с 2001 года. Чемпион мира и Европы, многократный призёр чемпионатов мира и чемпионатов Европы, участник двух летних Олимпийских игр. Профессиональный спортсмен, тренер, врач-терапевт, спортивный консультант, общественный деятель, лектор Международного Олимпийского Комитета по программе Career+. Заслуженный мастер спорта Украины по современному пятиборью, мастер спорта по фехтованию, мастер спорта по полиатлону.

## Биография
Дмитрий Кирпулянский родился 2 июля 1985 года в городе Макеевка Донецкой области Украинской ССР. Заниматься пятиборьем начал в возрасте десяти лет, проходил подготовку под руководством своего отца Константина Кирпулянского, известного на Украине тренера по современному пятиборью, и заслуженного тренера Виталия Андреевича Мезенцева. Состоял в донецком спортивном обществе «Динамо», учился в СДЮШОР «Локомотив», Донецком училище олимпийского резерва им. С.Бубки и в местной Школе высшего спортивного мастерства.
В 2003 году вошёл в состав украинской национальной сборной и дебютировал на международной арене. В 2004 году завоевал бронзовую медаль на чемпионате мира среди юниоров в Венгрии. Начиная с 2006 года выступал на взрослом уровне.
Первого серьёзного успеха среди взрослых спортсменов добился в 2008 году, когда в командном зачёте совместно с Павлом Тимощенко и Евгением Боркиным выиграл серебряную медаль на чемпионате мира в Будапеште, уступив только команде из России. Благодаря череде удачных выступлений удостоился права защищать честь страны на летних Олимпийских играх в Пекине — набрал здесь в общей сложности 5416 очков и занял с этим результатом итоговое девятое место.
В 2009 году побывал на мировом первенстве в Лондоне, откуда привёз награду бронзового достоинства, выигранную в личном первенстве — пропустил вперёд только венгра Адама Мароши и чеха Давида Свободу.
В 2011 году получил бронзу на чемпионате Европы в Мидуэе, проиграв в личном первенстве россиянам Андрею Моисееву и Сергею Карякину.
Находясь в числе лидеров украинских пятиборцев, благополучно прошёл отбор на Олимпийские игры 2012 года в Лондоне — на сей раз набрал 4740 очков и расположился в итоговом протоколе соревнований на 35 строке.
После лондонской Олимпиады остался в основном составе украинской национальной сборной и продолжил принимать участие в крупнейших международных соревнованиях.
Окончил Донецкий национальный медицинский университет и получил специальность врача терапевта.
Окончил Запорожский Классический Университет и получил специальность тренер-преподаватель.
За выдающиеся спортивные достижения удостоен почётного звания «Заслуженный мастер спорта Украины».
Писатель - автор книги для тренеров и спортсменов "Искусство быть тренером" и сказки для детей "Легенда о храбром солдате" (Легенда пятиборья).